# Шерлок Холмс і смертоносне намисто
«Шерлок Холмс і смертоносне намисто» (нім. Sherlock Holmes und das Halsband des Todes) — детектив 1962 року.

## Сюжет
Шерлок Холмс і доктор Ватсон намагаються розкрити справу про крадіжку намиста Клеопатри, знайденого археологами в Єгипті, і яке вже стало причиною численних загадкових смертей. Незабаром вони виявляють, що за всім цим стоїть злий професор Моріарті.

## У ролях
| Актор               | Роль              |
| ------------------- | ----------------- |
| Крістофер Лі        | Шерлок Холмс      |
| Торлі Волтерс       | доктор Вотсон     |
| Ганс Зонкер         | професор Моріарті |
| Ганс Нільсен        | інспектор Купер   |
| Зента Бергер        | Еллен Блекберн    |
| Іван Десни          | Пол Кінг          |
| Вольфганг Лукши     | Пітер Блекберн    |
| Леон Ескін          | Чарльз            |
| Едіт Шульце-Веструм | місіс Хадсон      |
| Бруно В. Пантель    | аукціоніст        |
| Генріх Гіс          | покупець          |
| Бернар Ла Жарріж    | поліцейський      |
| Лінда Сині          | дівчина           |
| Ролан Армонтель     | доктор            |
| Даніель Ардженсе    | бібліотекар       |
| Франко Джакобіні    | колекціонер       |
| Вальдемар Фрам      | Батлер            |
| Рена Гортен         | Емілі Кельнер     |